# Pulchrana mangyanum
Pulchrana mangyanum es una especie de anfibio anuro de la familia Ranidae.

## Distribución geográfica
Esta especie es endémica de Filipinas. Se encuentra hasta 600 m sobre el nivel del mar en las islas de Mindoro y Semirara. 
Su presencia es incierta en las islas de Caluya, Ilin y Sibay.

## Descripción
Los machos miden de 34 a 58 mm y las hembras de 47 a 69 mm.

## Etimología
Esta especie lleva el nombre en honor a los mangyanos.

## Publicación original
- Brown & Guttman, 2002 : Phylogenetic systematics of the Rana signata complex of Philippine and Bornean stream frogs: reconsideration of Huxley's modification of Wallace's Line at the Oriental-Australian faunal zone interface. Biological Journal of the Linnean Society, London, vol. 76, p. 393-461[4]